# Itapebussu
Itapebussu é um distrito do município brasileiro de Maranguape, no estado do Ceará. Segundo o censo demográfico de 2022, realizado pelo Instituto Brasileiro de Geografia e Estatística (IBGE), sua população era de 3 811 habitantes e havia 1 263 domicílios particulares permanentes ocupados.
De acordo com o IBGE, em 2010 a população era de 5 149 habitantes e havia 1 539 domicílios particulares.
Foi criado com o nome de Cruz pela lei provincial nº 1.992 de 14 de agosto de 1882, sendo posteriormente renomeado para Cruz do Lajedo. Passou a se chamar Lajedo pelo decreto-lei estadual nº 1.114 de 30 de dezembro de 1943. Chegou a ser emancipado de Maranguape pela lei estadual nº 6.328 de 6 de junho de 1963, porém foi extinto pela lei estadual nº 8.339 de 14 de dezembro de 1965. Foi recriado como distrito pela lei municipal nº 1.074 de 18 de fevereiro de 1991.